# 95783 Marceloemilio
95783 Marceloemilio è un asteroide della fascia principale. Scoperto nel 2003, presenta un'orbita caratterizzata da un semiasse maggiore pari a 2,276653 UA e da un'eccentricità di 0,179004, inclinata di 3,085273° rispetto all'eclittica.